# Robert Schmidt (Radsportler)
Robert Schmidt (* 1958 in Frankfurt am Main) ist ein ehemaliger deutscher Radrennfahrer und nationaler Meister im Radsport.

## Sportliche Laufbahn
Schmidt war im Bahnradsport und im Straßenradsport aktiv. Seine größten Erfolge hatte er auf der Bahn. 
1981 gewann er die nationale Meisterschaft in der Mannschaftsverfolgung mit der RSG Wiesbaden. Mit ihm holten Reinhold Kleebaum, Roland Günther und Bodo Zehner die Meisterschaft. 1982 verteidigte dieser Vierer den Titel.